# Dirk Vermiert
Dirk Vermiert (Wilrijk, 31 mei 1953) is een Vlaamse acteur.

## Levensloop
Dirk Vermiert begon op zijn zestiende in het amateurtheater (Rupelgalm, NJT), waarvoor hij schreef, speelde en regisseerde. Hij werkte als belichter in de schouwburg van Boom, de plaats waar hij ook lessen volgde aan de toneelacademie. Daarna volgende het Conservatorium en DDV/Regie in Amsterdam. Na de toen nog verplichte legerdienst en twee jaar stage als regieassistent bij Theater Herman Verbeeck, de Koninklijke Vlaamse Schouwburg en het Nieuw Vlaams Toneel De Waag en als acteur bij het Jeugdtheater, kreeg hij zijn eerste jaarcontract in het seizoen '82-'83. In 1993 werd hij freelancer. Minder theater meer film en tv was het gevolg.
Vermierts bekendste rol is die in Spoed. Verder speelde hij gastrollen in Merlina (Depauw), Postbus X, Heterdaad, Flikken, Thuis, Witse (Ludwig D'Arteveld), Rupel (Rudy Bollaert), De Kotmadam (Tom), Verschoten & Zoon (Francis in 2003, Promotor in 2005), De Wet volgens Milo (advocaat van mevrouw Dehaene), Kinderen van Dewindt (Exelmans), David en Familie (Joris De Belder).
Hij speelde drie gastrollen in F.C. De Kampioenen, in 1991, 1992, en in 1995 als sergeant De Kroet.
Ook verleende hij zijn stem aan Vlerk in de poppenreeks Het Liegebeest.
Dirk Vermiert is tevens auteur van jeugdtheater, theater, hoorspelen, verhalen (bijvoorbeeld Het elssyndroom) en bedrijfstheater.

## Televisie
- Het liegebeest (1983) - als Vlerk (stemrol)
- Merlina (1987) - als Depauw
- Langs de kade (1990) - als de hormonendealer
- Postbus X (1990) - als loborant
- TECX (1990) - als painclothes policeman
- F.C. De Kampioenen (1991, 1992, 1995) - als Sergeant De Kroet
- Romona (1991)
- Postbus X (1991) - als handlanger
- Bex & Blanche (1993)
- Meester! (1993) - als computerinstallateur
- Niet voor publikatie (1994-1995) - als inspecteur Van Loon
- Ons Geluk (1995) - als De Boeck
- Thuis (1996) - als manager sporthal
- Heterdaad (1996) - als Bob-TD
- Wat nu weer!? (1996) - als meester Dierckx
- Wittekerke (1996) - als openbaar aanklager
- Derman (1998) - als Eric Zille
- Flikken Gent (1999) - als buschauffeur
- Heterdaad (1999) - als Man 2 Comité P
- De boerenkrijg (1999) - als monsieur X
- De Kotmadam (1999) - als Researcher
- Recht op recht (2000) - als gerechtsdeurwaarder
- Samson en Gert (2002) - als dokter
- Spoed (2002) - als man met maagzweer
- Spoed (2003) - als meneer Janssens
- Spoed (2003)
- Verschoten & zoon (2003) - als Francis
- Wittekerke (2003) - als notaris
- Lili & Marleen (2003) - als leverancier
- Witse (2004) - als Ludwig D'Aerteveld
- Rupel (2004) - als Rudy Bollaert
- De wet volgens Milo (2004) - als advocaat van mevrouw Dehaene
- Verschoten & zoon (2005) - als promotor
- 16+ (2005) - als vader van Bert, Jacques
- Kinderen van Dewindt (2005) - als Mr. Exelmans
- De Kotmadam (2005) - als Tom
- Aspe (2006) - als Lodewijk Verdonck
- Spoed (2006) - als hartchirurg
- Wittekerke (2006) - als rechter
- Spoed (2007) - als Neuroloog
- Sara (2007) - als juwelier
- Wittekerke (2008) - als gevangenisdirecteur
- David (2010) - als Contractor
- Familie (2010) - als Joris De Belder
- De Kotmadam (2010) - als Marce
- De Kotmadam (2011) - als Guy
- Thuis (2012, 2015) - als cafébaas Bob
- Brasserie Romantiek (2012) - als Volkse man
- ROX (2013) - als bankdirecteur Servaes
- Familie (2014) - als Notaris Van Roose
- Kidnep (2015) - als taxichauffeur 1
- De Kroongetuigen (2016-2017) - als speurder
- Familie (2018) - als De Gendt
- 13 Geboden (2018)
- De Kotmadam (2019) - als Fokke